# Imię: Carmen
Imię: Carmen (fr. Prénom Carmen) – francuski film kryminalny z 1983 roku w reżyserii Jean-Luca Godarda, luźno oparty na operze Bizeta pt. Carmen. Zdjęcia kręcono w Paryżu.
Opowiada historię ochroniarza zakochującego się w członkini grupy przestępczej, tytułowej Carmen X. Główne role w filmie zagrali Maruschka Detmers oraz Jacques Bonnaffé, autorką scenariusza była Anne-Marie Miéville. Muzykę filmu stanowią smyczkowe aranżacje kompozycji van Beethovena.
Oficjalna premiera filmu odbyła się we wrześniu 1983 podczas 40. Międzynarodowego Festiwalu Filmowego w Wenecji, gdzie film otrzymał główną nagrodę – Złotego Lwa, a także wyróżnienie techniczne za zdjęcia i dźwięk.

## Zarys fabuły
Młoda kobieta o imieniu Carmen odwiedza w sanatorium swojego wujka, którego prosi o pieniądze na stworzenie filmu dokumentalnego. Ów film ma być jednak tylko przykrywką do dostania się wokół środowiska pewnego biznesmena, którego Carmen i jej szajka planują porwać. W międzyczasie grupa przestępcza planuje skok na bank, w którym pomaga im ochroniarz Joseph. Mężczyzna zakochuje się w Carmen, wyjeżdża z nią nad morze, gdzie rozkwita ich romans i rozwijają się plany napadu na biznesmena.

## Obsada
- Maruschka Detmers jako Carmen X
- Jacques Bonnaffé jako Joseph Bonnaffé
- Myriem Roussel jako Claire
- Christophe Odent jako szef gangu
- Hippolyte Girardot jako Fred
- Jean-Luc Godard jako wujek Jeannot (niewymieniony w czołówce)

## Odbiór filmu
Imię: Carmen debiutowało na ekranach podczas 40. MFF w Wenecji, gdzie jury pod przewodnictwem Bernardo Bertolucciego przyznało mu Złotego Lwa oraz nagrodę za najlepsze osiągnięcie techniczne (dla dźwiękowców i autorów zdjęć). Po oficjalnej premierze na francuskich ekranach, film nie został dobrze odebrany przez krytykę, a jego oglądalność sięgnęła niewiele poniżej 400 tys. widzów.
Na serwisie Rotten Tomatoes film utrzymuje 88% pozytywnych recenzji.